# Robert Thornby
Robert Thornby, né à New York le 27 mars 1888, et mort à Los Angeles le 6 mars 1953, est un acteur et réalisateur américain de l'époque du cinéma muet.
Il a réalisé soixante-quinze films entre 1913 et 1927.

## Filmographie partielle
- 1913 : The Race
- 1913 : A Broken Melody
- 1913 : Sleuths Unawares
- 1913 : The Fortune Hunters of Hicksville
- 1913 : Little Kaintuck
- 1914 : Little Billy's City Cousin
- 1914 : Old California
- 1914 : Bowery Boys
- 1916 : Her Maternal Right
- 1916 : The Crucial Test
- 1916 : The Almighty Dollar
- 1916 : Félonie (A Woman's Power)
- 1916 : The New South ou Broken Chains
- 1917 : A Kiss for Susie
- 1917 : Le Sacrifice de Sato (Forbidden Paths)
- 1917 : Une nièce d'Amérique (The Fair Barbarian)
- 1918 : En scène... pour la gloire (Lawless Love)
- 1918 : L'Ineffaçable Tare (Fallen Angel)
- 1918 : La Petite Providence (A Little Sister of Everybody)
- 1919 : Le Roman de Daisy (Carolyn of the Corners)
- 1919 : The Prince and Betty
- 1919 : Rose o' the River
- 1919 : Are You Legally Married?
- 1919 : Fighting Cressy
- 1920 : La Marque infâme (Half a Chance)
- 1920 : The Deadlier Sex
- 1920 : The Girl in the Web
- 1921 : That Girl Montana
- 1921 : Magnificent Brute
- 1921 : The Blazing Trail
- 1921 : The Fox
- 1922 : Tu ne tueras point (The Trap)
- 1923 : Stormswept
- 1923 : The Drivin' Fool
- 1923 : La Folie de l'or (Gold Madness)
- 1926 : Vénus sportive (The Speeding Venus)
- 1926 : West of Broadway